# (3154) Grant
(3154) Grant és un asteroide pertanyent al cinturó d'asteroides, descobert el 28 de setembre de 1984 per Brian A. Skiff des de l'Estació Anderson Mesa, Flagstaff, Arizona, Estats Units.

## Designació i nom
Designat provisionalment com 1984 SOTA3. Va ser anomenat Grant en honor del president nord-americà Ulysses S. Grant.